# Ahmad II
Ahmad II (ur. 13 kwietnia 1862, zm. 19 czerwca 1942, arab. أحمد باي بن علي باي) – bej Tunisu, panował od 11 lutego 1929 do 19 czerwca 1942 roku.

## Życiorys
Urodził się w La Marsa. Jego ojcem był Ali Muddat ibn al-Husayn.
Odznaczony m.in. papieskim Orderem Złotej Ostrogi w 1931.